# Gouvernement Tshibala
Troisième République
Badibanga Ilunga
Le gouvernement Tshibala est le gouvernement de la république démocratique du Congo en fonction du 9 mai 2017 au 6 septembre 2019. Le chef du gouvernement est le Premier ministre Bruno Tshibala.
Créé sous la présidence de Joseph Kabila, il continue d'opérer durant les premiers mois de la présidence de Félix Tshisekedi. Le 5 mars 2019, 12 ministres quittent le gouvernement et sont remplacés par des ministres par intérim.

## Contexte
À la suite de la démission de Samy Badibanga le 6 avril 2017, le Président Joseph Kabila nomme dès le lendemain l'opposant Bruno Tshibala, ex-membre de l'UDPS, au poste de Premier ministre. Cette nomination respecte ainsi les termes de l'accord du 31 décembre 2016 (aussi appelé « accord de la Saint-Sylvestre ») passé entre l'opposition et la majorité, et forçant le Président à nommer un Premier ministre issu de l'opposition, dans le but de sortir la RDC de la crise provoquée par le maintien au pouvoir de Joseph Kabila.

## Nomination
Près d'un mois plus tard, le 9 mai 2017, Bruno Tshibala dévoile la liste des membres de son gouvernement. Composé de 59 membres (8 de moins que le précédent), ce dernier ne contient pas de bouleversement majeur par rapport au précédent gouvernement Badibanga. Plusieurs membres de l'opposition font leur entrée, dont Jean-Pierre Lisanga Bonganga (Coalition des alliés d'Étienne Tshisekedi), Joseph Kapika (ex-UDPS), Emery Okundji, Lumeya Dhu Maleghi ou encore Freddy Kita (ancien proche d'Eugène Diomi Ndongala). Jean-Pierre Lisanga Bonganga, frondeur du Rassemblement de l'opposition, fait également partie de ce nouveau gouvernement. Certains postes clés restent cependant inchangés, tels que les 3 vice-Premier ministres, ainsi que les ministres de la Défense, des Mines, des Finances, de la Justice et de la Communication.
Le ministre de l'Intérieur Emmanuel Ramazani Shadary, qui sera le candidat de la majorité lors de l'élection présidentielle de 2018, quitte le gouvernement le 21 février 2018. Il est remplacé par Henri Mova Sakanyi.

## Présidence de Félix Tshisekedi
Bruno Tshibala conserve son poste et son gouvernement durant les premiers mois de la présidence de Félix Tshisekedi, élu lors de l'élection présidentielle de 2018, et ce jusqu'à la nomination d'un nouveau Premier ministre. Durant les premiers mois de l'année 2019, le Premier ministre prend des décisions polémiques, publiant notamment un décret accordant des avantages à vie aux anciens membres du gouvernement, ou encore instaurant une taxe minière destinée à la promotion de l'industrie. Bruno Tshibala se défend en indiquant que ces mesures polémiques avaient été « initiées sous Joseph Kabila » et que son gouvernement « n'est pas démissionnaire, il est encore en fonction ».
Le 5 mars 2019, il restructure son gouvernement pour en faire un « gouvernement d'intérim ». Les 12 ministres ayant été élu députés lors des élections législatives de 2018 doivent démissionner afin de respecter l'interdiction du cumul des mandats instaurée par un décret du Conseil d'État. Bruno Tshibala ne fait cependant pas entrer de nouvelles personnalités, mais fusionne au contraire 11 ministères : certains ministres assurent ainsi l'intérim d'autres ministères,.  
Le successeur de Bruno Tshibala, Sylvestre Ilunga, est nommé Premier ministre en mai 2019, mais ce n'est que le 26 août qu'il dévoile la liste des membres de son gouvernement. Ce dernier prend ses fonctions le 6 septembre, mettant fin au gouvernement Tshibala.

## Composition initiale

### Vice-Premier ministres
- Vice-Premier ministre, chargé des Affaires étrangères et de l'Intégration régionale : Léonard She Okitundu
- Vice-Premier ministre, chargé de l'Intérieur et de la Sécurité  : Emmanuel Ramazani Shadary
- Vice-Premier ministre, chargé des Transports et des Communications : José Makila Sumanda

### Ministres d’État
- Ministre de la Justice : Alexis Thambwe Mwamba
- Ministre du Plan : Modeste Bahati Lukwebo
- Ministre de l'Économie nationale : Joseph Kapika
- Ministre du Budget : Pierre Kangudia
- Ministre de la Décentralisation et des Réformes institutionnelles : Azarias Ruberwa
- Ministre du Commerce extérieur : Jean-Lucien Bussa
- Ministre du Travail : Lambert Matuku Memas
- Ministre de la Fonction publique : Michel Bongongo
- Ministre des Relations avec le Parlement : Jean-Pierre Lisanga Bonganga

## Gouvernement par intérim
Le 5 mars 2019, 12 ministres démissionnent et 11 ministères sont fusionnés, dont : 
- Azarias Ruberwa, ministre de la Décentralisation et des Réformes institutionnelles, devient également ministre des Transports
- Marie-Ange Mushobekwa, ministre des Droits humains, devient également ministre de la Communication et Porte-parole du gouvernement
- Jean-Pierre Lisanga Bonganga, ministre des Relations avec le Parlement, devient également ministre de la Jeunesse
- Emery Okundji, ministre des Postes, Télécommunications et NTIC, devient aussi ministre de l'Enseignement primaire et secondaire
- Lambert Matuku Memas, ministre du Travail, devient aussi ministre du Commerce extérieur
- Basile Olongo, vice-ministre de l'Intérieur et de la Sécurité, devient vice-Premier ministre, chargé de l'Intérieur et de la Sécurité
- Alexis Thambwe Mwamba, ministre de la Justice, devient également vice-Premier ministre, chargé des Affaires étrangères
- Michel Bongongo, ministre de la Fonction publique, devient aussi ministre de la Défense
- Henri Yav Mulang, ministre des Finances, devient aussi ministre des Mines
- Wivine Mumba Matipa, ministre du Portefeuille, devient également ministre de l'Aménagement du territoire

## Galerie du gouvernement final

### Vice-Premier ministres
| Image | Fonction                                                                                         | Nom                       |
| ----- | ------------------------------------------------------------------------------------------------ | ------------------------- |
|       | Vice-Premier ministre Ministre des Affaires étrangères de la République démocratique du Congo    | Léonard She Okitundu      |
|       | Vice-Premier ministre Ministre de l'Intérieur et Sécurité de la République démocratique du Congo | Emmanuel Ramazani Shadary |
|       | Vice-Premier ministre Ministre du Transport et Voies de Communication                            | José Makila Sumanda       |
|       | Vice-Premier ministre, chargé de l'Intérieur et de la Sécurité                                   | Basile Olongo             |

### Ministres
| Image | Fonction | Nom                          |
| ----- | --- | ---------------------------- |
|       | Ministre d'État Ministre de la Justice et Garde des Sceaux Intérim : Vice-Premier ministre, chargé des Affaires étrangères et de l'Intégration régionale       | Alexis Thambwe Mwamba        |
|       | Ministre d'État Ministre de la Décentralisation et des Réformes institutionnelles Intérim : Vice-Premier ministre, chargé des Transports et des Communications | Azarias Ruberwa              |
|       | Ministre d'État du Plan Intérim : Ministre de l'Économie nationale                                                                                             | Modeste Bahati Lukwebo       |
|       | Ministre du Budget | Pierre Kangudia              |
|       | Ministre d'État Ministre de l'Emploi, du Travail et de la Prévoyance sociale Intérim : Ministre du Commerce extérieur                                          | Lambert Matuku Memas         |
|       | Ministre de la Fonction publique Intérim : Ministre de la Défense nationale, des Anciens combattants et de la Réinsertion                                      | Michel Bongongo              |
|       | Ministre des Relations avec le Parlement Intérim : Ministre de la Jeunesse et de l'Initiation à la nouvelle citoyenneté                                        | Jean-Pierre Lisanga Bonganga |
|       | Ministre des Finances Intérim : Ministre des Mines | Henri Yav Mulang             |
|       | Ministre du Portefeuille Intérim : Ministre de l'Aménagement du territoire et de la Rénovation de la Ville                                                     | Wivine Mumba Matipa          |
|       | Ministre des Postes, Télécommunications et NTIC Intérim : Ministre de l'Enseignement primaire, secondaire et professionnel                                     | Emery Okundji                |
|       | Ministre des Affaires foncières Intérim : Ministre de l'Énergie et des Ressources hydrauliques                                                                 | Lumeya Dhu-Maleghi           |
|       | Ministre des Infrastructures, des Travaux publics et de la Reconstruction Intérim : Ministre de l'Urbanisme et de l'Habitat                                    | Thomas Luhaka                |
|       | Ministre de l'Industrie Intérim : Ministre de l'Enseignement supérieur et universitaire                                                                        | Marcel Ilunga Leu            |
|       | Ministre du Tourisme Intérim : Ministre de l'Environnement et du Développement durable                                                                         | Franck Mwe di Malila         |
|       | Ministre de la Coopération au développement Intérim : Ministre des Hydrocarbures                                                                               | John Kwet Mwan Kwet          |
|       | Ministre du Genre, des Enfants et de la Famille Intérim : Ministre des Affaires sociales                                                                       | Chantal Safu                 |
|       | Ministre de la Solidarité et de l'Action humanitaire Intérim : Ministre des Petites et moyennes entreprises                                                    | Bernard Biando Sango         |
|       | Ministre de la Formation professionnelle, des métiers et de l'artisanat Intérim : Ministre de la Recherche scientifique                                        | Pierrot Uweka Ukaba          |
|       | Ministre du Développement rural Intérim : Ministre des Affaires coutumières                                                                                    | Justin Bitakwira             |
|       | Ministre des Droits humains Intérim : Ministre de la Communication et des Médias, Porte-Parole du gouvernement                                                 | Marie-Ange Mushobekwa        |
|       | Ministre de la Santé | Oly Ilunga Kalenga           |
|       | Ministre de la Pêche et de l'élevage | Paluku Kisaka                |
|       | Ministre de la Culture et des Arts Intérim : Ministre des Sports et des Loisirs                                                                                | Astrid Madiya                |
|       | Ministre délégué chargé des Congolais de l’étranger | Emmanuel Ilunga Ngoie        |
|       | Ministre délégué auprès du Premier ministre Intérim : Ministre de l'Agriculture                                                                                | Tshibangu Kalala             |
|       | Ministre de la Défense nationale, des Anciens combattants et de la Réinsertion                                                                                 | Crispin Atama Tabe           |
|       | Ministre des Finances | Henri Yav Mulang             |
|       | Ministre de la Communication et des Médias | Lambert Mende Omalanga       |
|       | Ministre des Mines | Martin Kabwelulu             |
|       | Ministre des Affaires foncières | Lumeya Dhu-Maleghi           |
|       | Ministre de l'Aménagement du territoire | Félix Kabange                |
|       | Ministre de l'Urbanisme et de l'Habitat | Kokonyangi Witanene          |
|       | Ministre des Hydrocarbures | Aimé Ngoy Mukena             |
|       | Ministre de l'Énergie et des Ressources hydrauliques | Ingele Ifoto                 |
|       | Ministre de l'Environnement et du Développement durable | Amy Ambatobe Nyongolo        |
|       | Ministre des Petites et moyennes entreprises | Bienvenu Liyota Ndjoli       |
|       | Ministre de la Coopération au développement | John Kwet Mwan Kwet          |
|       | Ministre de l'Agriculture | Georges Kazadi Kabongo       |
|       | Ministre de l'Enseignement primaire, secondaire et professionnel                                                                                               | Gaston Musemena              |
|       | Ministre des Affaires sociales | Eugène Serufuli Ngayabaseka  |
|       | Ministre de la Solidarité et de l'Action humanitaire | Bernard Biando Sango         |
|       | Ministre des Sports et des Loisirs | Papy Niango                  |
|       | Ministre de l'Enseignement supérieur et universitaire | Steve Mbakayi                |
|       | Ministre de la Formation professionnelle, des métiers et de l'artisanat                                                                                        | Pierrot Uweka Ukaba          |
|       | Ministre de la Recherche scientifique | Heva Muakasa                 |
|       | Ministre du Développement rural | Justin Bitakwira             |
|       | Ministre de la Jeunesse et de l'Initiation à la nouvelle citoyenneté                                                                                           | Maguy Kiala                  |
|       | Ministre de la Pêche et de l'élevage | Paluku Kisaka                |
|       | Ministre des Affaires coutumières | Guy Mikulu Pombo             |
|       | Ministre de la Culture et de l'Art | Astrid Madiya                |
|       | Ministre délégué chargé des Congolais de l'étranger | Emmanuel Ilunga Ngoy Kasongo |
|       | Ministre délégué auprès du Premier ministre | Tshibangu Kalala             |

### Vice-ministres
| Image | Fonction                                                                       | Nom                          |
| ----- | ------------------------------------------------------------------------------ | ---------------------------- |
|       | Vice-ministre des Affaires étrangères                                          | Agée Matembo Toto            |
|       | Vice-ministre de la Coopération internationale                                 | Freddy Kita                  |
|       | Vice-ministre de l'Intérieur et de la Sécurité                                 | Basile Olongo                |
|       | Vice-ministre du Budget                                                        | Maguy Rwakabuba              |
|       | Vice-ministre des Finances                                                     | Jean-François Mukuna         |
|       | Vice-ministre des Postes, Télécommunications et NTIC                           | Omer Egwake                  |
|       | Vice-ministre des Infrastructures, des Travaux publics et de la Reconstruction | Papy Mantezolo               |
|       | Vice-ministre du Travail et de la Prévoyance sociale                           | Athys Kabongo Kalonji        |
|       | Vice-ministre de l'Agriculture                                                 | Noël Botakile Botanga        |
|       | Vice-ministre de l'Urbanisme et de l'Habitat                                   | Willy Bolio Emina            |
|       | Vice-ministre du Plan                                                          | Jean-Pierre Zekpele-Mondombe |
|       | Vice-ministre des Affaires étrangères                                          | Agée Matembo Toto            |
|       | Vice-ministre de la Coopération internationale                                 | Freddy Kita                  |
|       | Vice-ministre de l'Intérieur et de la Sécurité                                 | Basile Olongo                |
|       | Vice-ministre du Budget                                                        | Maguy Rwakabuba              |
|       | Vice-ministre des Finances                                                     | Jean-François Mukuna         |
|       | Vice-ministre des Postes, Télécommunications et NTIC                           | Omer Egwake                  |
|       | Vice-ministre des Infrastructures, des Travaux publics et de la Reconstruction | Papy Mantezolo               |
|       | Vice-ministre du Travail et de la Prévoyance sociale                           | Athys Kabongo Kalonji        |
|       | Vice-ministre de l'Agriculture                                                 | Noël Botakile Botanga        |
|       | Vice-ministre de l'Urbanisme et de l'Habitat                                   | Willy Bolio Emina            |
|       | Vice-ministre du Plan                                                          | Jean-Pierre Zekpele-Mondombe |